# 時刻系
時刻系（じこくけい）とは、時間が経過する歩度、もしくは時刻、またはその両方の基準である。例えば、常用時の基準は時間間隔とその日の時刻の両方を規定する。
歴史的には、時刻系は地球の自転周期に基づいていた。しかし地球が自転する速度は一定ではない。そこで地球自転に基づく基準は最初、地球の公転周期を用いた基準に置き換えられた。しかし地球の軌道は楕円であり、太陽に近い位置では地球の公転は速くなり公転速度も結局は一定ではない。比較的最近になると、時間間隔の基準は地球の自転や公転の速度に基づく過去の基準に代わって非常に正確で安定している原子時計に基づく基準に置き換えられている。
国際単位系(SI)において時間の基準とされている時間間隔は秒である。他の時間間隔（分、時間、日、ユリウス年、ユリウス世紀など）は通常、秒を用いて定義されている。

## 時刻の表現
時刻系は時刻の基準であり、時刻を表現する（例えばグレゴリオ暦の年・月・日・時・分・秒の値を書き下す）際は、時刻系を指定する必要がある。同一時刻でも、用いる時刻系によって異なる表現となる。例えば2017年1月現在、協定世界時（UTC）は国際原子時（TAI）より正確に37秒遅れた値である。

## 様々な時刻系

### 太陽時
太陽時は太陽日、すなわちある日の正午から次の正午までの時間間隔に基づいている。観測している地点の子午線を太陽が通過した時刻が正午となる。1太陽日は平均すると約24時間である。しかし地球が太陽を公転する軌道は楕円であり、また太陽日には観測者の緯度に依存する変動があるために視太陽時は平均太陽時に比べて最大約15分ずれる。他にも地軸のふらつきなど別の摂動があるが、これらの大きさは1年に1秒以内である。

### 恒星時
恒星時は恒星の日周運動の観測に基づく時刻である。恒星日は地球が恒星に対して1回自転するのに要する時間である。1恒星日は約23時間56分4秒である。平均太陽時を精度良く計算する目的で、古くから恒星時（恒星の日周運動観測）が利用された。

### グリニッジ平均時（GMT）
グリニッジ平均時（GMT）はグリニッジ子午線での平均太陽時である。GMTは国際的な時刻基準として使われた。技術的に言えばこの目的のGMTは既に存在していないが、位置に依存しない平均太陽時である世界時が本質的にかつてのGMTを受け継いでいる。グリニッジ平均時は常用時（civil time）の国際基準としても使われた。この意味でもGMTは技術的にはもはや存在しないが、GMTという語は現在の国際基準であるUTCの同義語として今でも使われている。現在でのGMTは厳密にはイギリスの標準時・時刻帯の名称としてのみ存在している。

### 国際原子時（TAI）
国際原子時（TAI）はUTCを含む他の時刻基準の計算の基となる基礎的な国際時刻基準である。地球表面（ジオイド面）上の座標時の実現と位置付けられる。TAIは国際度量衡局（BIPM）によって維持されており、環境的・相対論的効果を補正された世界中の数多くの原子時計の入力を合成して作られている。また複数の原子時計の値を較正せず、単に平均して得られる原子時を自由原子時（EAL）と呼ぶ。

### 世界時（UT）
世界時（UT）は平均太陽時に基づいた時間尺度である。観測地点に依存しない形の定義となっている。
UT0は特定の観測地での地球自転に基づく時刻である。UT0は恒星や地球外の電波源の日周運動の観測から得られる。
UT1はUT0から観測地の経度に表れる極運動の効果を補正して計算され、観測地点に依存しない時刻系である。UT1は地球の自転に不規則性があるために一様な歩度からずれる。

### 協定世界時（UTC）
協定世界時（UTC）はTAIから整数秒だけずれている。UTCは閏秒という1秒を必要に応じて導入することで、UT1との差が0.9秒以内になるように保たれている。今日まで挿入された閏秒は常に正の値であった。

### GPS時（GPST）
GPS時（GPST）はGPSで用いられる原子時。年月日や時分を使わず、週と秒のみで表す。

### 地方時
ある地域の地方時または常用時は、一日の始まりがその場所での深夜に始まるようにUTCに対して四捨五入された固定値（通常は1時間の整数倍）だけずれている時刻である。また一年に2回、時刻を特定値（通常は1時間）だけ変更する場合がある。これについては夏時間を参照のこと。

### 天文時と常用時
天文学では、クラウディオス・プトレマイオスの創始以来、正午（昼の12時）を1日の起点とする「天文時」（Astronomical time）を使用してきた。これは天文観測の途中で日付が変わるのは不便だからである。しかし、天文時は一般の生活感覚とは異なるので、混乱の元である。
このため、1925年1月1日からは、 天文時に代えて「常用時」（市民時、civil time）（正子（夜の0時）を1日の始まりとする。）を天文学においても使用している（グリニッジ標準時#天文時の廃止）。 ただし、ユリウス日については、現在でも正午が1日の始まりであることに注意が必要である。

## 惑星運動の計算に用いられる時刻系
地球時・座標時（過去の暦表時・力学時も）はすべて惑星の運動を計算するための一様な時刻を与える時刻系である。
現在では、地球時（TT）は地球表面（ジオイド表面上）での時刻、地心座標時（TCG）は地球中心での座標時、太陽系座標時（TCB）は太陽系の重心での座標時、そして太陽系力学時（TDB）は太陽系重心での力学時である。
天体暦の計算用途には、暦表時（ET）は太陽系力学時（TDB）で置き換えられた。しかしTDBの定義では不足があったため、TDBは更に、地球近傍での用途には地心座標時（TCG）で置き換えられ、太陽系全体での用途については太陽系座標時（TCB）で置き換えられた。実際には天体暦の計算はTephと呼ばれる、太陽系座標時（TCB）と線形的に関係する時刻が使われているが、これは公式には定義されていない。

### 地球時（TT）
地球時（TT、Terrestrial Time）は、地球表面（正確にはジオイド表面上）での座標時であり、TT = TAI + 32.184秒（正確に）である。ここでTAIは国際原子時である。天文学で用いられる元期J2000.0は、ユリウス日で2451 545.0 TT、又は 2000年1月1日12h TTである。この元期J2000.0は、国際原子時では2000年1月1日11:59:27.816 TAI、協定世界時では2000年1月1日11:58:55.816 UTC　と換算される。
地球時（TT）は、1991年まで使われていた地球力学時(TDT)を再定義したものである。

### 太陽系力学時（TDB）
太陽系力学時（TDB、Barycentric Dynamical Time）は地球時（TT）と同様の時刻系だが、原点を太陽系重心に移すための相対論的補正を含んでいる。太陽系力学時（TDB）は地球時（TT）に対して周期的項のみ異なっている。この差は最大でも10ミリ秒程度で、多くの用途では無視できる。1991年に、時空座標の間の関係を明確にするために異なる座標時に基づく新たな２つの時刻系（地心座標時（TCG）と太陽系座標時（TCB））が導入された。

### 地心座標時（TCG）
地心座標時（TCG、Geocentric Coordinate Time）は地球の重心に空間座標の原点を持つ座標時である。TCGはTTと以下の式で線形に結び付いている。
TCG - TT = LG × （JD - 2443 144.500 3725）× 86 400秒
ここでスケール差 LG = 6.969 290 134 ×10-10（正確に）と定義されている。
JD は、ユリウス通日（AJD）である。

### 太陽系座標時（TCB）
太陽系座標時（TCB、Barycentric Coordinate Time）は太陽系重心に空間座標の原点を持つ座標時である。TCBはTTと歩度や他の周期項が異なっている。周期項を無視し、長い期間にわたって平均すると両者は以下の関係にある。
TCB-TT=LB*（JD -2443 144.5）*86 400秒
IAUによるスケール差LBの最も良い評価値は1.550 519 767 72 ×10-8である。
2006年にIAUは、太陽系力学時（TDB）と太陽系座標時（TCB）との関係を次の一次式で定義することを推奨した。
TDB = TCB − LB×(JDTCB − T0)×86 400 + TDB0
ここで、T0 = 2443 144.500 3725、
LB = 1.550 519 768×10−8（定義定数）、
TDB0 = −6.55×10−5 s（定義定数） 
JDTCB は、太陽系座標時（TCB）によるユリウス日である。2443 144.5 は、1977年1月1日00:00:00のユリウス日であり、0.000 3725 は、32.184 秒（TTとTAIとの差）である。したがって、T0の 2443 144.500 3725 は1977年1月1日00時00分32.184秒の瞬間であり、この時刻を原点（元期）としているということである。

### 過去に使われていた時刻系

#### 暦表時（ET）
暦表時（ET）は暦表秒、すなわち回帰年のある整数分の1で定義された秒に基づく時刻系であったが、1984年に廃止され、現在は使われない。暦表秒は1956年から1967年までSI秒の基準であった。地球表面での用途については、暦表時（ET）は地球力学時（TDT）で置き換えられ、TDTはその後さらに地球時（TT）として再定義された。

#### 地球力学時（TDT）
地球力学時（TDT）は暦表時（ET）に代わる時刻系で、暦表時との連続性を維持していた。TDTは一様に進む原子時（TAI）に基づく時間間隔を持ち、SI秒を単位とした。TDTはTAIと結び付いていたがTAIの原点の定義には若干任意性があったため、TDTはTAIと32.184秒という定数秒だけ、ずれを持たせていた。このずれによって暦表時との連続性が保たれた。地球力学時（TDT）は1991年に地球時（TT）として再定義されたので、現在では使われていない。

## その他の時刻

### ユリウス通日（JD）
ユリウス通日（JD）は紀元前4713年1月1日のGMTでの正午から数えた経過日数である。通常は直前の正午からの経過時間を日の小数で表す。正午を起点にしたのは、通常は夜間に行う天文観測の便を考えて、夜間に日が変わらないようにするためである。

### 修正ユリウス日（MJD）
修正ユリウス日（MJD）はMJD=JD-2400000.5で定義される。それゆえMJDでの1日は常用日と同じく深夜(midnight)から始まる。ユリウス日はUT, TAI, TDTなどを使って表せるため、正確に表す際には例えば「MJD 49135.3824 TAI」などと表す。

### 地磁気地方時（MLT）
地磁気地方時（MLT）は地球の磁軸を基準に定めた時刻系である。電離層や磁気圏の研究で用いられる。